# 陽は舞いおどる甲子園
「陽は舞いおどる甲子園」（ひはまいおどるこうしえん）は、1934年（昭和9年）に制定された選抜中等学校野球大会（現在の選抜高等学校野球大会）の2代目大会歌の通称である。正式名称は「全国選抜中等学校野球大会歌」（戦後、学制改革に伴い「選抜高等学校野球大会歌」と改題）。

## 概要
作詞は主催者・大阪毎日新聞社学芸部部長で詩人の薄田泣菫、作曲は陸軍戸山学校軍楽隊。なお、この頃から軍楽隊や東京音楽学校の人物による作品については作曲者の名前は伏せられるようになった（「隊員や教授が個人で著作権を持つべきではない」という考えが広まったからという説がある。斉藤丑松の項も参照）。戦後になって作曲者が特定されるケースが多くなったが本曲に関しては、作曲者は大沼哲である。
1931年（昭和6年）の第8回大会に制定された初代大会歌（通称「蒼空高き甲子園」）は、時代小説・丹下左膳の著者である林不忘こと長谷川海太郎の作詞・陸軍戸山学校軍楽隊の作曲だったが、「歌詞に敵性語たる英語が含まれている」と陸軍上層部の反感を買ったことでわずか1年で廃止され、それに代わって1934年（昭和9年）の第11回大会から本曲が制定された。
制定年から4大会連続して開会式の入場行進曲に使用されたり毎日放送のセンバツ中継のテーマ曲（インスト）にも使われたが、坂本九の「上を向いて歩こう」が入場行進曲に使われた1962年（昭和37年）の第34回大会以降、前年の流行曲が入場行進曲に使われるようになってからは、センバツにおいては入場行進曲がクローズアップされるようになっていく。そのため、全国高等学校野球選手権大会の「栄冠は君に輝く」に比べ知名度が劣る存在となった。
また歌詞の中に「長棍痛打して」「戦塵あがる」など時代にそぐわない言葉がある他、「毎日」と入っている関係上、NHKテレビの開会式中継でも歌詞の字幕スーパーが表示されないなど、それらも世間にほとんど浸透しなかった一因となってしまい1992年（平成4年）の第64回大会限りで姿を消した。翌年（第65回記念大会）からは新大会歌「今ありて」（阿久悠 作詞、谷村新司 作曲）が制定された。
2008年（平成20年）3月22日に、第80回記念大会を記念して開会式直前に行われたメモリアルイベントでは冒頭で当大会歌が16年ぶりに甲子園球場で演奏・合唱された。

## 歌詞
本楽曲は歌詞・旋律のいずれも著作権の保護期間を満了し、パブリックドメインとなっている。
※「ラ大毎」の部分は、 第二次世界大戦による大会中断期間中の1943年（昭和18年）1月1日をもって題号を「毎日新聞」へ統一したことに伴い、戦後の第19回大会から「ラ毎日」へ改訂された。